# Atka
Atka (rusky Атка) je sídlo městského typu v chasynském okrese v Magadanské oblasti na ruském Dálném východě. Žije zde 1 obyvatel (2024).

## Etymologie
Jméno Atka vzniklo na počest první automobilové a traktorové kolony (zkráceně ATK), která projela těmito místy. Podle jiné verze byla osada pojmenována po říčce Atkan, na které byla založena.

## Geografie
Atka se nachází asi 150 km vzdušnou čarou severovýchodně od oblastního města Magadan v Kolymském pohoří na říčce Atkan v povodí Kolymy. Atka patří do chasynského okresu a nachází se téměř 100 km severovýchodně od okresního centra Palatka.
Obec se nachází v blízkosti pramenů řeky Jama, severně od Atky protéká řeka Maltan.
Zajímavostí je, že Atka leží na stejném poledníku jako australské Sydney, a to na 151. poledníku.

## Podnebí
Atka má subarktické podnebí (Köppenova klasifikace Dfc) s chladnými, vlhkými léty a velmi chladnými až extrémně mrazivými zimami. Letní teploty se obvykle drží nízko, často dosahují maximálně kolem 10 °C, což přispívá k vlhku způsobenému přítomností tajgy a blízkými vodními plochami. V zimě může teplota klesnout hluboko pod -30 °C, což je charakteristické pro drsné klima Magadanské oblasti. Vzhledem k vysoké nadmořské výšce a okolním horám jsou zimy prodloužené, s častými sněhovými srážkami a ledem až do jarních měsíců.

## Dějiny
Atka vznikla koncem 30. let 20. století v souvislosti s výstavbou silnice R504 Kolyma, která spojuje města Jakutsk a Magadan. V roce 1953 získala Atka status sídla městského typu, na konci 50. let v Atce žilo více než tři tisíce obyvatel a byla rychle se rozvíjejícím sovětským sídlem.
Po rozpadu SSSR došlo k prudkému odlivu obyvatelstva, zavření většiny průmyslových podniků v obci. V roce 2016 byla v obci uzavřena škola a školka. V roce 2020 zde žilo již jen 300 obyvatel, kromě kotelny, obchodu a jedné kavárny zde neexistovala žádná další infrastruktura. Roční údržba sídla byla vyhodnocena jako neperspektivní a ruské úřady proto rozhodly o nuceném přesídlení zbývajících obyvatel do Palatky. Část obyvatel nucené vysídlení odmítla.
V roce 2021 zůstávalo v Atce posledních 20 obyvatel, většinou důchodců, kteří odmítali Atku opustit, jednalo se o tři rodiny. Ruské úřady je stále motivovali k přestěhování do nových bytů. V roce 2024 zůstával v Atce již jen poslední jeden obyvatel.

## Demografie
| Rok  | Populace | Změna |
| ---- | -------- | ----- |
| 1959 | 3 022    | -     |
| 1979 | 2 689    | 333   |
| 1989 | 2 648    | 41    |
| 2002 | 604      | 2 044 |
| 2012 | 459      | 145   |
| 2020 | 300      | 159   |
| 2021 | 20       | 280   |
| 2024 | 1        | 19    |

## Galerie

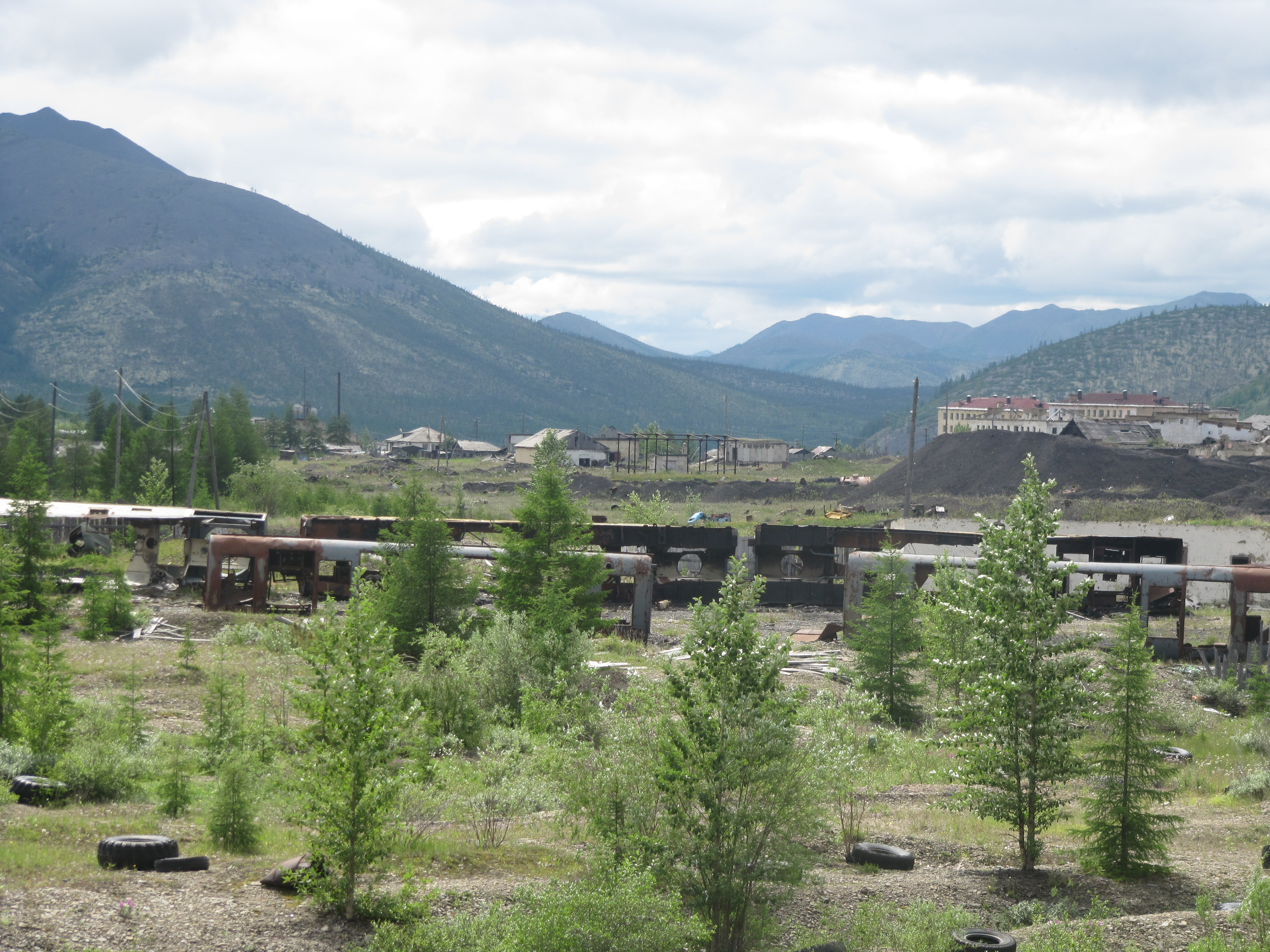
Zrušená trať v Atce (2011)
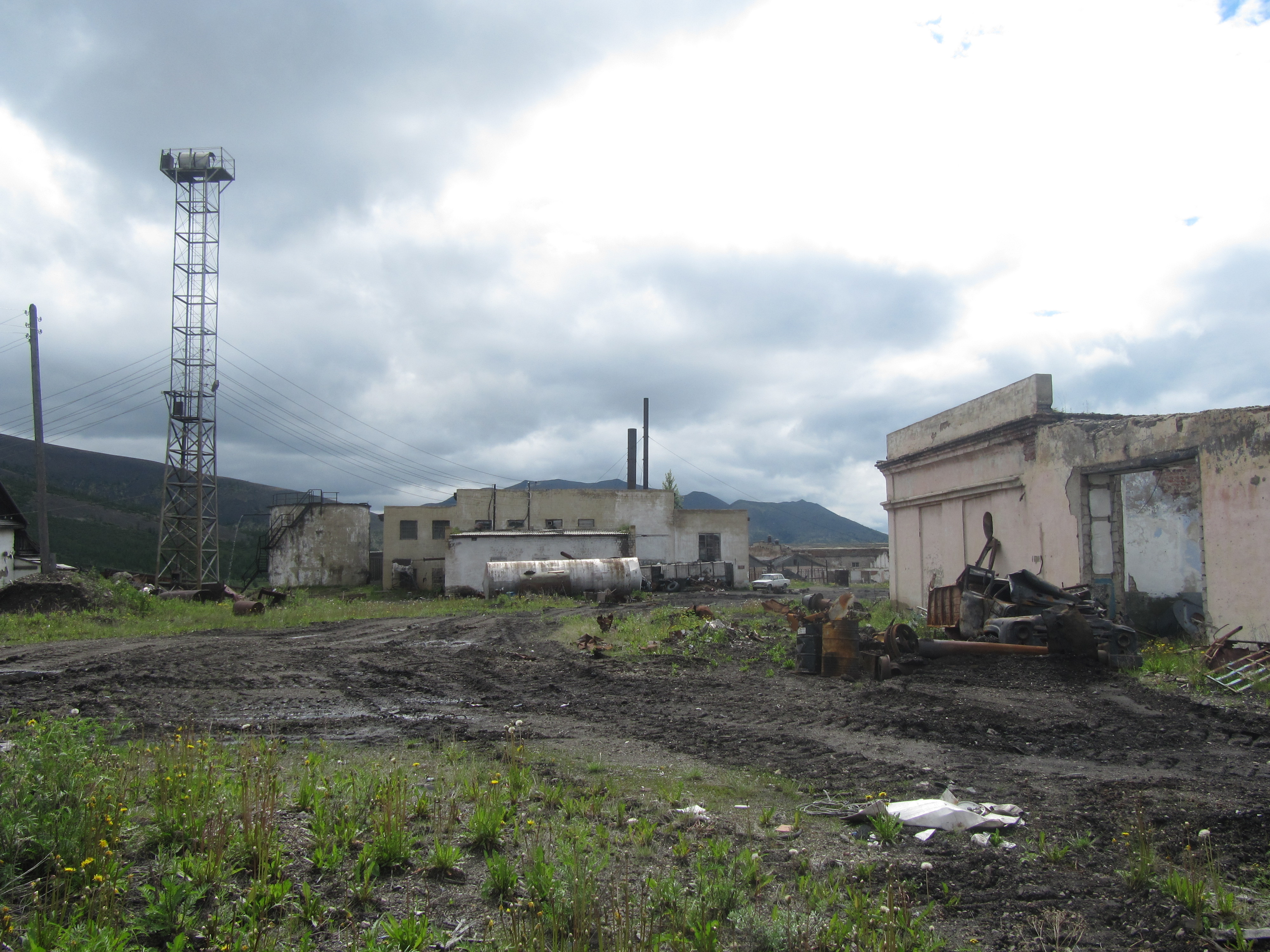
Atka (2011)
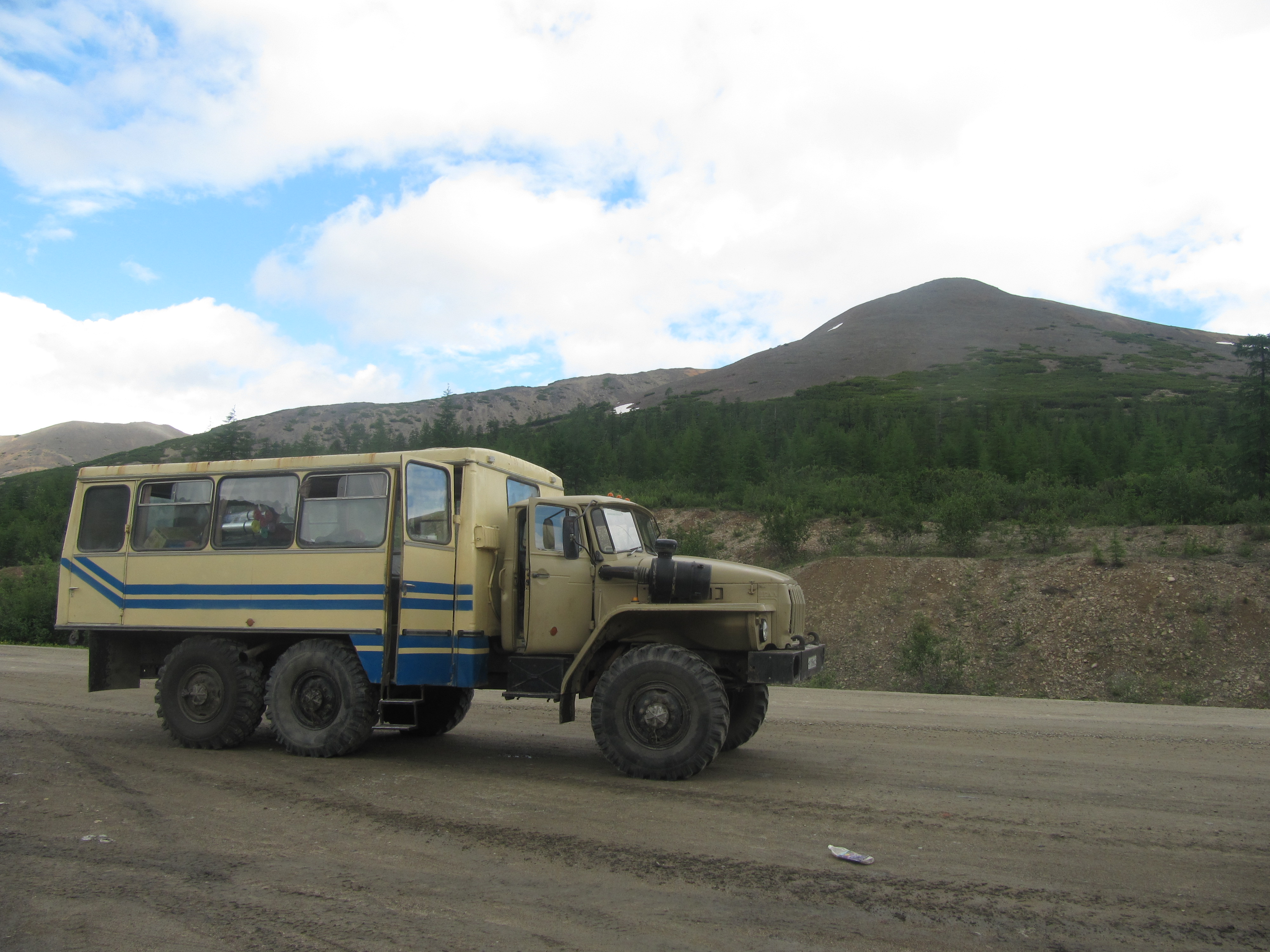
Kolymská silnice u Atky (2011)